# 三家庭
三家庭（さんかてい）は、菊池寛原作の1934年（昭和9年）公開の日活映画。

## キャスト
- 宮川孝造…宇留木浩
- 妻・房子…久松美津江
- 耶奈子…青山和子
- 滝山新二…田村道美
- 妻・美弥子…吉野朝子
- 和田工学博士…杉狂児
- 妻・伊佐子…相良愛子

## スタッフ
- 監督・脚色：熊谷久虎
- 原作：菊池寛
- 撮影：永塚一栄